# Chetwynd River
Der Chetwynd River ist ein Fluss im Südwesten des australischen Bundesstaates Victoria.

## Verlauf
Der Fluss entspringt im Südwesten des Staates, vier Kilometer südwestlich der Kleinstadt Nareen. Er fließt nach Nordwesten durch die Kleinstadt Chetwynd und mündet rund 20 Kilometer nordöstlich des Dergholm State Park in den Glenelg River.